# Strace
Strace je uživatelský počítačový program pro Linux, který umožňuje sledovat (a případně i pozměňovat) komunikaci mezi procesy a linuxovým jádrem, tedy zejména  systémová volání a signály. Využívá k tomu speciální systémové volání ptrace. Jedná se o svobodný software naprogramovaný v C a dostupný pod licencí GNU LGPL. Je 
dostupný na celé řadě platforem včetně x86, SPARC, MIPS a RISC-V.
První verze programu vznikla pro operační systém SunOS v roce 1991 a napsal ji Paul Kranenburg. V listopadu 1992 jej Branko Lankester portoval na Linux. Richard Sladkey později obě větve sloučil a v roce 1994 uvolnil verzi 3.0 fungující i na System V a Solarisu. Později byla začleněna i podpora FreeBSD, ale od verze 4.7 uvolněné v květnu 2012 je podporován opět pouze Linux. Jiné operační systémy mají pro stejný účel jiné nástroje, zejména ktrace (Mac OS X, OpenBSD, NetBSD, FreeBSD), DTrace (FreeBSD, NetBSD, Solaris) a truss (AIX). Kromě toho přímo na Linuxu existují podobně fungující programy ltrace (pro sledování volání knihoven), xtrace (pro sledování volání služeb X Window systému, SystemTap, perf, a trace-cmd a KernelShark rozšiřující ftrace.